# بوریس دوگوئه
بوریس دوگوئه (انگلیسی: Boris Deugoué؛ زادهٔ ۲ نوامبر ۱۹۸۵) بازیکن فوتبال اهل فرانسه است.
از باشگاه‌هایی که در آن بازی کرده‌است می‌توان به باشگاه فوتبال سروت ۱۸۹۰ اشاره کرد.